# Puchegg
Puchegg è una frazione di 552 abitanti del comune austriaco di Vorau, nel distretto di Hartberg-Fürstenfeld (Stiria). Già comune autonomo, il 1º gennaio 2015 è stato aggregato a Vorau assieme agli altri comuni soppressi di Riegersberg, Schachen bei Vorau e Vornholz.